# Spinibarbus babeensis
Spinibarbus babeensis là loài cá thuộc họ Cá chép.
Đây là loài cá đặc hữu của Việt Nam. Tên của loài này được đặt theo địa danh Ba Bể, Tỉnh Bắc Kạn.